# Marjory Stephenson
Marjory Stephenson (Burwell, 24 januari 1885 – Cambridge, 12 december 1948) was een Brits biochemicus. In 1945 was ze een van de twee eerste vrouwen (de andere was Kathleen Lonsdale) die gekozen werden als Fellow van de Royal Society.

## Biografie
Stephenson werd geboren en groeide op in Burwell, een dorp aan de oever van de Fens in Cambridgeshire, gelegen tussen Newmarket en Cambridge. Haar vader Robert Stephenson (1847-1929) was boer, landmeter en eigenaar van een lokale cementfabriek; haar moeder was Sarah Rogers (1848-1925).
Marjory raakte voor het eerst geïnteresseerd in de wetenschap door haar gouvernante Anna Jane Botwright, de dochter van een timmerman uit Bungay. Later studeerde ze aan de Berkhamsted School for Girls in Hertfordshire. In 1903 ging ze naar het Newnham College aan de Universiteit van Cambridge, waar ze naast haar studie natuurwetenschappen ook lessen volgde in scheikunde, fysiologie en zoölogie. Aanvankelijk wilde ze na Newnham geneeskunde gaan studeren, maar omdat ze geen studiebeurs kon krijgen veranderde ze haar plannen en werd ze docente huishoudkunde; eerst aan Gloucester Country Training College en daarna aan King's College of Household Science in Londen.
Omdat ze meer wilde dan huishoudkunde nam Stephenson dankbaar de uitnodiging van Robert Plimmer aan toen deze haar uitnodigde om onderzoeker te worden in zijn laboratorium aan University College London. Daar onderzocht ze vetmetabolisme en gaf ze lessen over voeding. In 1913 werd ze beloond met een Beit Memorial Fellowship, maar haar werkzaamheden moest ze tijdelijk onderbreken door de Eerste Wereldoorlog.
Na haar toetreding tot het Rode Kruis gaf ze leiding aan ziekenhuiskeukens in Frankrijk, later werd ze VAD-commandant (Voluntary Aid Detachment) in Thessaloniki. In december 1918 werd ze onderscheiden met een Orde van het Britse Rijk (MBE) en een Royal Red Cross ter erkenning van haar diensten. Als gevolg van haar oorlogservaringen werd ze een pacifist. Later was ze actief in Cambridge Wetenschappers Anti-oorlogsgroepering.

## Onderzoek in Cambridge
Na de oorlog ging Stephenson naar Cambridge waar ze onderzoek deed en les gaf aan de faculteit biochemie. Onder leiding van Frederick Gowland Hopkins vormde een groep wetenschappers het centrum van de moderne biochemie. Hier begon ze onderzoek te doen naar bacteria en hun metabolisme. Ondanks het grote aantal vrouwen die als onderzoeker werkzaam waren (15%) was het zeer ongebruikelijk dat deze een universitaire benoeming kregen. Dankzij financiële ondersteuning van haar Beit Fellowship en later van het Medical Research Council (MRC) werd ze in 1943 uiteindelijk benoemd tot universiteits-lector in de biochemie.
Gedurende haar tijd als laborant in Cambridge schreef ze, zowel als auteur als co-auteur, meer dan twintig wetenschappelijke artikelen. Maar ze is vooral bekend van haar baanbrekende boek "Bacterial Metabolism", waarvan tussen 1930 en 1949 drie edities werden uitgegeven. Het boek was het standaard werk over dit onderwerp bij generaties van microbiologen en biochemici.

## Royal Society
In 1902 was Hertha Ayrton de eerste vrouw die werd voorgedragen als lid van de Royal Society, maar ze werd afgewezen omdat advocaten van deze sociëteit succesvol wisten te beargumenteren dat het onmogelijk was voor vrouwen om lid te worden. Deze argumenten werden verworpen door nieuwe wetgeving eind jaren dertig. Toch zou het tot 1943 duren voordat, aangezet door een kritisch artikel van Jack Haldane in de Daily Worker, de Royal Society overwoog om vrouwen als lid te accepteren. Genomineerd door Charles Harrington en na een stemming waarin een grote meerderheid voorstemde om vrouwen als lid te accepteren, werd Stephenson samen met Kathleen Lonsdale in 1945 gekozen tot Fellow.
Stephenson overleed op 12 december 1948 aan de gevolgen van kanker, een jaar nadat haar benoeming als First Reader in Chemische Microbiologie aan de Universiteit van Cambridge.